# Tektonski nariv Sardona
Tektonski nariv Glarus (nemško: Glarner Überschiebung) , tudi Tektonski nariv Sardona, je velik narivni prelom v Alpah vzhodne Švice. Nariv Helvetskega pokrova je nastal več kot 100 km proti severu nad zunanjim masivom Aar in Infrahelvetskim kompleksom. Bistvo tvori stik med starejšimi (Helvetskimi) permo-triasnimi kamninskimi plastmi skupine Verrucano in mlajšimi (zunanjimi) jurskimi in krednimi apnenci in paleogenskim flišem in molaso (peščenjak, melj, konglomerat).
Prelomnica Glarus se kaže na razmeroma velikem območju kantonov Glarus, St. Gallen in Graubünden, zaradi svojega vodoravnega položaja in visokega lokalnega reliefa. Znani izdanki so tisti pri Lochsite blizu Glarusa (mesto) in v gorskem klifu imenovanem Tschingelhörner med vasjo Elm in občino Flims (v isti steni se naravna luknja imenuje Martinsloch).

## Svetovna dediščina
Narivni prelomi te vrste so pogosti v številnih gorskih verigah po vsem svetu, vendar je prelomnica Glarus dobro dostopen primer in ima kot taka pomembno vlogo pri razvoju geološkega znanja o nastanku gora. Iz tega razloga je bilo območje, v katerem je bil nariv najden, razglašen za geotop, geološko Unescovo svetovno dediščino, pod imenom Švicarska tektonska Arena Sardona (Swiss Tectonic Arena Sardona). Območje te tektonske arene zajema 32.850 hektarjev pretežno gorate pokrajine v 19 skupnostih med Surselvo, Linthtalom in Walenseejem. V areni je več vrhov višjih od 3000 metrov, kot so Surenstock (njegovo retoromansko ime je Piz Sardona, od tod ime pojava), Ringelspitz in Pizol.
V letu 2006 je švicarska vlada pripravila prvi predlog za razglasitev regije iz seznama svetovne dediščine pri Mednarodni zvezi za ohranitev narave (IUCN). IUCN potem ni našla razloga za izredno ali univerzalno vrednoto in predlog zavrnila. Švica je pripravila novo utemeljitev, tokrat je bila v marcu 2008 uspešna. Regija je bila razglašena za svetovno dediščino v juliju 2008, saj »območje prikazuje izjemen primer gorske zgradbe kot posledico trka kontinentov in ima odličnih geoloških odsekov tektonskih pnarivov.« 
Ameriški prirodoslovni muzej v New Yorku prikazuje rekonstrukcijo polnega obsega Glarusovega nariva. 

## Zgodovina
Prvi naravoslovec, ki je preučeval Glarusov nariv je bil Hans Conrad Escher von der Linth (1767-1823). Odkril je, v nasprotju s Stenovim zakonom superpozicije, da so starejše skale nad mlajšimi v nekaterih izdankov v Glarusu. Njegov sin Arnold Escher von der Linth (1807-1872), prvi profesor geologije na ETH v Zürichu, je kartiral strukturo bolj podrobno in ugotovil, da je nastal velik nariv. V času, ko je večina geologov verjela v teorijo geosinklinale, ki navaja, da so gore nastale z vertikalnimi premiki v Zemljini skorji. Escher von der Linth je imel zato težave z razlago velikosti narivnega preloma. Leta 1848 je pozval britanskega geologa Rodericka Murchisona, mednarodno avtoriteto, da pride in pogleda strukturo. Murchison je bil seznanjen z večjimi narivnimi prelomi na Škotskem in se je strinjal z Escherjevo razlago. Vendar se je Escher sam počutil negotov o svoji ideji in ko je objavil svoje izsledke leta 1866 je razlagal Glarusov nariv kot dve veliki obrnjeni antiklinali. Ta hipoteza je bila precej absurdna, kot je sam priznal zasebno.
Escherjev naslednik kot profesor v Zürichu, Albert Heim (1849-1937), je sprva vztrajal pri razlagi svojega predhodnika o dveh antiklinalah. Vendar pa so nekateri geologi podpirali idejo o narivu. Eden od njih je bil Marcel Alexandre Bertrand (1847-1907), ki je razlagal strukturo kot nariv leta 1884, po branju Heimsovega stališča.  Bertrand je poznal Faille du Midi (Variskična orogeneza), velik narivni prelom v belgijskih Ardenih. Britanski geologi so začeli priznavati naravo nariva v Škotskem višavju. Leta 1883 je Archibald Geikie sprejel, da je Višavje sistem narivov . Švicarska geologa Hans Schardt in Maurice Lugeon sta nato leta 1893 odkrila, da so plasti jurskih kamnin na vrhu mlajše molasse v zahodni Švici in trdila, da je struktura Alp velik kup pokrovov, veliki plošč skal, ki so bile narinjene druga vrh druge.  Na prelomu stoletja je bil tudi Heim prepričan o novi teoriji. On in drugi švicarski geologi so že začeli podrobnejše kartiranje pokrovov Švice. Od tega trenutka dalje so geologi začeli priznavati velike narive na številnih gorskih verigah po vsem svetu.
Vendar pa še vedno niso razumeli, od kod so velike sile, ki so premaknile pokrove, prišle. Šele s prihodom teorije tektonskih plošč v 1950-ih je bilo to pojasnjeno. V tektoniki plošč, vodoravno premikanje tektonskih plošč nad Zemljino mehko astenosfero povzroča horizontalne sile znotraj skorje. Trenutno geologi menijo, da je večina gorskih verig nastala s konvergenčnim gibanjem tektonskih plošč.